# Glocknergruppe

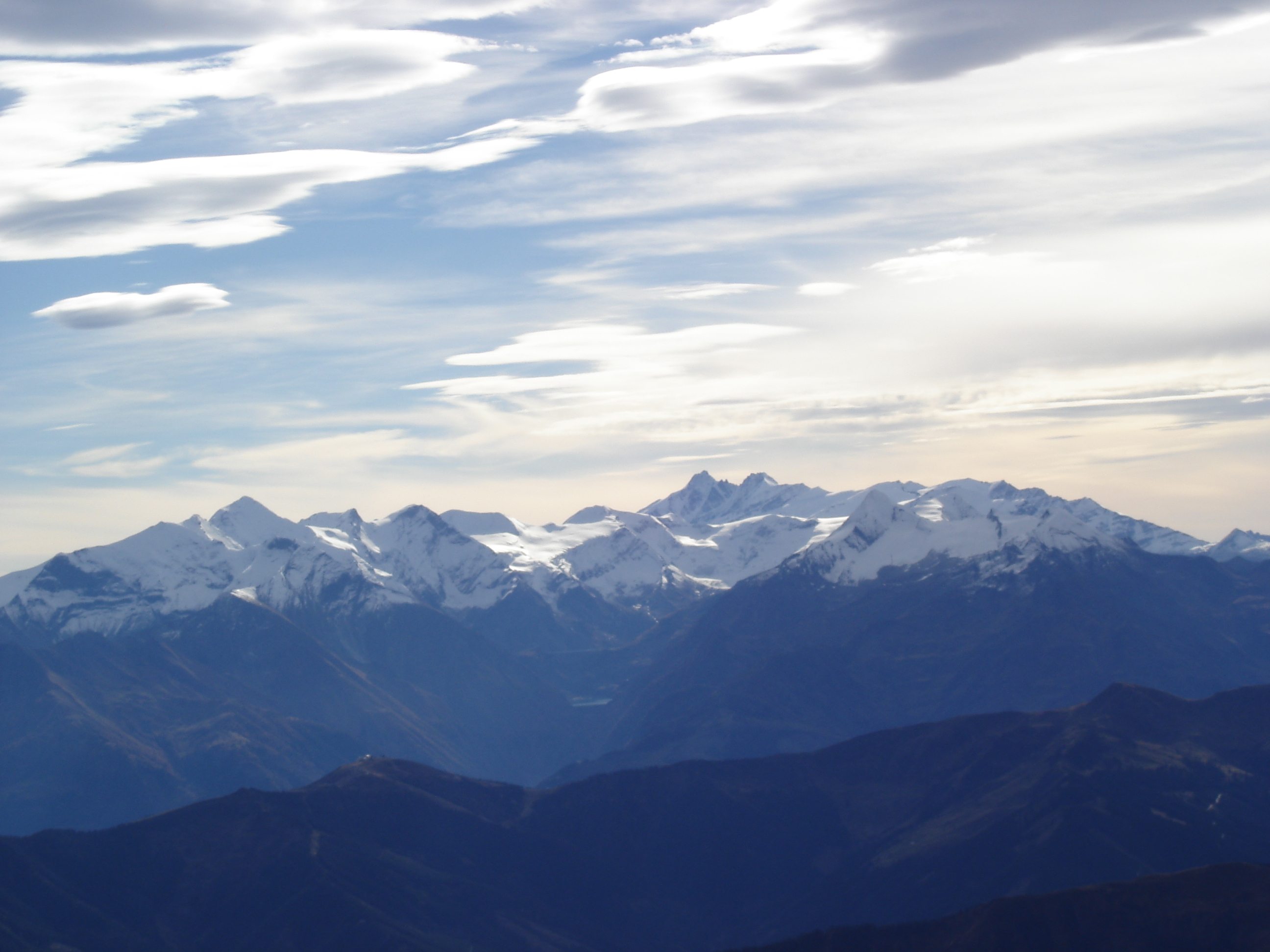
Glocknergruppe

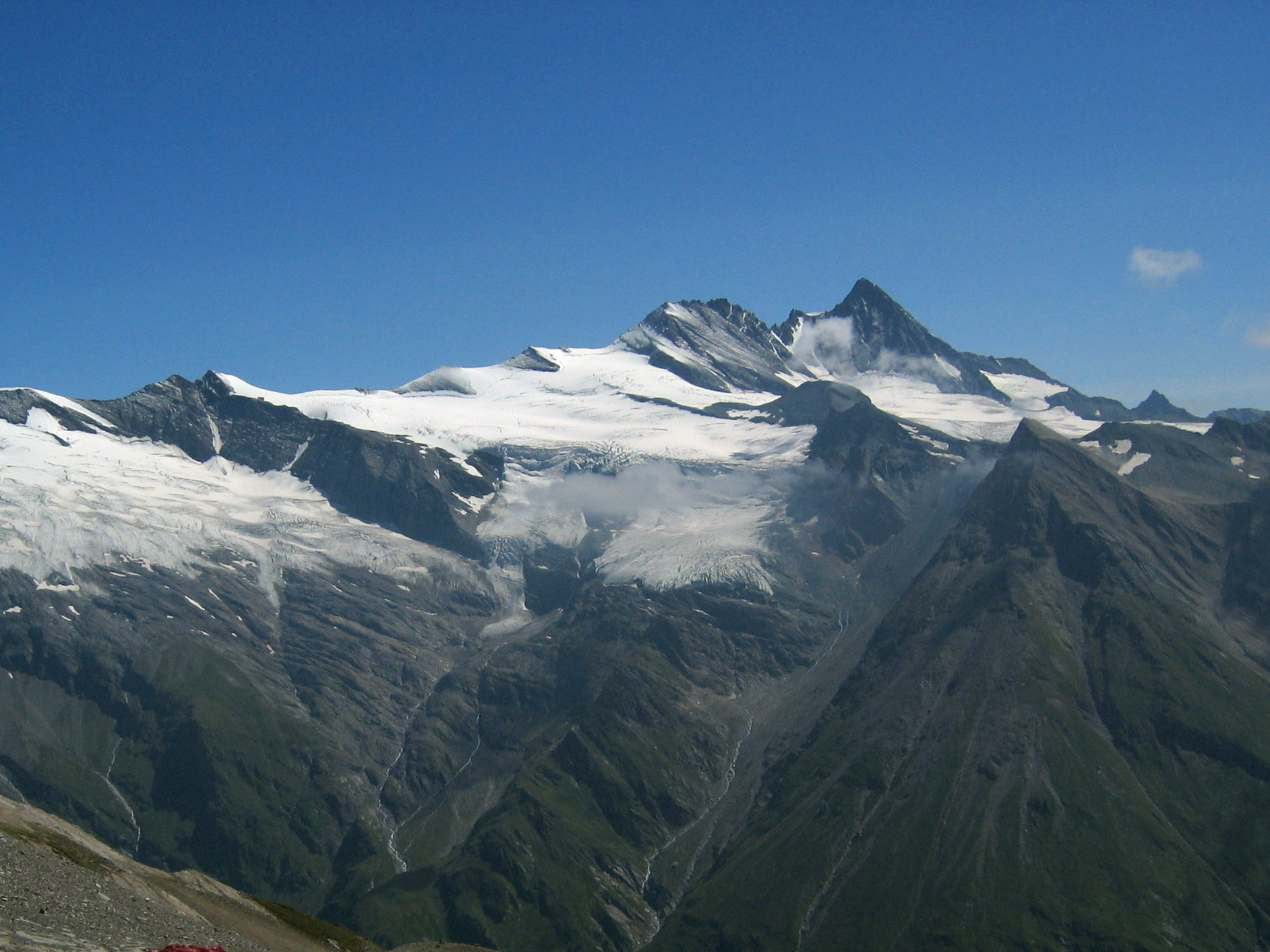
Großglockner - najwyższy szczyt grupy

Glocknergruppe – podgrupa Wysokich Taurów, pasma górskiego w Alpach Wschodnich. Wzięła nazwę od Großglocknera, najwyższego szczytu pasma i jednocześnie całej Austrii, który jest jej symbolem, tak jak Matterhorn Szwajcarii.
Glocknergruppe leży pomiędzy podgrupami Wysokich Taurów: Granatspitzgruppe na zachodzie, Goldbergruppe na wschodzie i Schobergruppe na południu. Na północy dolina Salzach oddziela ją od Alp Kitzbühelskich i Salzburger Schieferalpen. Pod względem politycznym grupa ta leży na terytorium trzech austriackich państw związkowych: Salzburga, Tyrolu i Karyntii. Granice tych trzech landów spotykają się na Eiskögele.
Najwyższe szczyty grupy to:
- Großglockner (3798 m),
- Kleinglockner (3770 m),
- Glocknerwand (3721 m),
- Teufelshorn (3680 m),
- Großes Wiesbachhorn (3564 m),
- Romariswandköpfe (3511 m),
- Teufelskamp (3511 m),
- Schneewinkelkopf (3476 m),
- Johannisberg (3453 m),
- Eiskögele (3426 m),
- Klockerin (3425 m),
- Hinterer Bratschenkopf (3413 m),
- Bärenkopf (3396 m),
- Hoher Tenn (3360 m),
- Hohe Dock (3348 m),
- Hohe Riffl (3338 m),
- Fuscherkarkopf (3331 m).

W rejonie tym, poza szczytami górskimi, znajdują się między innymi::
- Hydroelektrownia w Kaprun ze swoim zbiornikiem,
- ośrodek narciarski Kaprun (pierwszy w Austrii położony na lodowcu),
- płatna droga Grossglockner Hochalpenstraße pozwala podziwiać góry i lodowce,
- lodowiec Pasterze (najdłuższy w Austrii).